# Kot Prot
Kot Prot (ang.  The Cat in the Hat) (dosłownie „Kot w kapeluszu”) – książka Dr. Seussa wydana w roku 1957. Złożona z 223 słów podstawowych, zapoczątkowała serię książek dla dzieci, które zaczęły czytać. Na język polski przetłumaczył ją Stanisław Barańczak, wydawnictwo, które wydało książkę w Polsce, to Media Rodzina. Opowiada o Kocie - figlarnym, ale sympatycznym, który odwiedza dwójkę dzieci w deszczowy dzień, proponując rozmaite zabawy. Na początku wszystko psuje, ale potem naprawia, nim zjawia się mama dzieci. Książka odznacza się błyskotliwymi rymami i poczuciem humoru. Powstała również kontynuacja Kot Prot znów gotów do psot, która została wydana w 1958 roku. Na podstawie książki „Kot Prot” powstał też serial animowany Kot Prot na wszystko odpowie w lot.